# Mezoregija Prijedor
Mezoregija Prijedor je jedna od čvorišno-funkcionalnih regija Republike Srpske. 
Prostorni plan Republike Srpske definira ju kao mezoregiju i ove su općine dio te regije:
- Bosanska Dubica
- Bosanska Kostajnica
- Krupa na Uni
- Bosanski Novi
- Oštra Luka i
- Grad Prijedor